# Latvijas Sabiedriskais Medijs
La Latvijas Sabiedriskais Medijs (LSM) è la società pubblica controllata dal Governo della Lettonia e concessionaria in esclusiva del servizio radiotelevisivo in Lettonia.
Nacque nel 2013 come portale digitale per conto del servizio pubblico nazionale, mentre nel 2025 è stata fondata la compagnia radiotelevisiva omonima dall'accorpamento delle due precedenti emittenti pubbliche del paese, ossia la Latvijas Televīzija (LTV) e la Latvijas Radio (LR). Sin dalla sua fondazione è membro dell'Unione europea di radiodiffusione (UER).
Opera due canali televisivi (LTV1 e LTV7), sei stazioni radiofoniche (LR1, LR2, LR3 - Klasika, LR4 - Doma Laukums, LR5 - Pieci.lv e LR6 - NABA), una piattaforma video on demand (REPlay) ed un sito web. Ha sede a Riga e la sua programmazione è trasmessa principalmente in lettone (nonché nel dialetto letgallo), oltre ad offrire anche una programmazione per le minoranze in inglese, russo, bielorusso, ucraino e polacco.

## Storia
La prima trasmissione sperimentale della televisione in Lettonia ebbe luogo il 10 novembre 1937 presso la sede della Società della Radio lettone, durante una visione pubblica a Riga, utilizzando un oscilloscopio con uno schermo di 45x50 cm. All'inizio degli anni '40 la società Radiofonica della Lettonia aveva in programma di lanciare trasmissioni regolari della nuova "radio-visione", che però furono sospese a causa dell'occupazione tedesca del paese e dallo scoppio della Seconda guerra mondiale.
Il 6 novembre 1954, nell'allora Repubblica Socialista Sovietica Lettone, andarono in onda le prime trasmissioni di prova contemporanee da uno studio di Riga. Si tratta della prima e più antica stazione televisiva nazionale dei Paesi baltici. Le trasmissioni regolari sono iniziate il successivo 20 novembre. All'inizio, la Latvijas Televīzija non aveva il diritto di creare una propria programmazione, ad eccezione degli spettacoli dal vivo. Nel 1955 fu creato la prima sede televisiva di proprietà della LTV nella capitale, nel distretto di Āgenskalns, mentre una torre di trasmissione è stata costruita sull'isola di Zaķusala.
Il 19 marzo 1958 andò in onda il primo telegiornale serale: questa è considerata la data di fondazione del servizio di informazione dell'emittente (LTV Ziņu dienestsì). Nel 1963 è stato ribattezzato Panorāma, come è noto ancora oggi. Un secondo canale televisivo fu lanciato nel 1961 ed entrambi i canali si convertirono al colore SÉCAM nel 1974. Nel 1986, la costruzione della torre televisiva di Riga, nonché la sede della televisione LTV a Zaķusala furono ufficialmente completate.
Verso la fine degli anni '80, durante il Terzo Risveglio nazionale lettone, l'emittente divenne più aperta alla libertà di espressione e alla critica del governo sovietico in Lettonia in stile Glasnost', in particolare con il talk show politico Labvakar (1988-93). Gli edifici di Zaķusala furono uno dei luoghi difesi durante le Barricate. Durante il Putsch di agosto nel 1991, le truppe dell'unità OMON sequestrarono l'edificio della LTV di Riga il 21 agosto, sospendendo tutte le trasmissioni per due giorni.
Dopo la caduta dell'Unione Sovietica, sia Latvijas Televīzija sia Latvijas Radio entrarono a far parte dell'Unione europea di radiodiffusione (UER) il 1º gennaio 1993, supper entrambe come due entità distinte ed indigenti l'una dall'altra.
Il 3 febbraio 2013, con il lancio del portale digitale della LSM, le due emittenti nazionali sono state riunite in un'unica società come parte del processo di unificazione approvato dal Consiglio nazionale dei media elettronici della Lettonia (NEPLP) nel 2012. Alla fine del 2014, i portali web delle due emittenti hanno iniziato a operare congiuntamente sotto il dominio web della LSM.
Nonostante l'avvio della cooperazione tra la televisione e la radio per la creazione di un portale Internet, l'ulteriore integrazione tra le due emittenti pubbliche in un'unica una società radiotelevisiva ha incontrato ostacoli organizzativi. Nonostante gli obiettivi dichiarati dal NEPLP, l'integrazione è stata ostacolata per anni da una forte obiezione da parte sia dei corpi amministrativi che dei dipendenti di entrambe le organizzazioni esistenti.
Il 2 gennaio 2025, dopo la formazione di un consiglio di amministrazione per un mandato di cinque anni, la LSM venne rifondata come società radiotelevisiva, segnando ufficialmente la fusione di LTV e LR in un unico ente.

## Organizzazione

### Consiglio d'amministrazione
Il Consiglio d'amministrazione è composto da 6 membri dell'azienda. È suo compito determinare le politiche aziendali, comprese quelle delle trasmissioni nel loro complesso, approvare i palinsesti e i bilanci, nominare il Direttore generale, e supervisionare la gestione e la messa in atto delle politiche. Il Consiglio è anche responsabile dell'approvazione della struttura organizzativa dell'azienda, delle politiche d'impiego, dei registri del personale, della discussione e dell'approvazione del bilancio e del piano di lavoro annuale dell'Amministratore delegato.
La nomina dei membri del Consiglio è una responsabilità del Consiglio nazionale dei media elettronici della Lettonia (NEPLP). Benché i membri del Consiglio abbiano un mandato di cinque anni, il NEPLP può autorizzare i membri a coprire la carica per un mandato aggiuntivo. L'attuale Consiglio d'amministrazione della LSM è composto da:
- Baiba Zūzenal, presidente;
- Anita Braun, caporedattrice dei media;
- Ieva Aile, responsabile per lo sviluppo dei programmi e dei servizi;
- Inese Tanne, responsabile della gestione finanziaria;
- Ilze Ogle, responsabile delle risorse umane e gestione personale;
- Ingemārs Vekteris, responsabile della gestione tecnologica.

## Servizi

### Televisione
Dal 2 gennaio 2025 LSM trasmette due canali televisivi, trasferiti da Latvijas Televīzija (LTV) sul digitale terrestre in formato HDTV, su satellite e in streaming in diretta gratuitamente 24/7 su Internet.
| Logo | Nome                     | Тipo                                          | Lancio | Lingua                             |
| ---- | ------------------------ | --------------------------------------------- | ------ | ---------------------------------- |
|      | LTV1 (canale principale) | principalmente notiziari, attualità e cultura | 1954   | lettone                            |
|      | LTV7                     | principalmente sport, film e cultura          | 1961   | lettone, in passato anche in russo |

### Radio
LSM gestisce sei stazioni radiofoniche, trasferite da Latvijas Radio (LR). La programmazione in streaming e on demand è disponibile attraverso il sito web di LSM.
| Logo | Nome                            | Тipo                                                                                      | Lancio | Lingua                        |
| ---- | ------------------------------- | ----------------------------------------------------------------------------------------- | ------ | ----------------------------- |
|      | Latvijas Radio 1                | Informazione, attualità e sport, notiziari orari                                          | 1925   | lettone                       |
|      | Latvijas Radio 2                | musica lettone                                                                            | 1995   | lettone                       |
|      | Latvijas Radio 3 – Klasika      | musica classica e jazz                                                                    | 1996   | lettone                       |
|      | Latvijas Radio 4 – Doma Laukums | musica straniera, canale per le minoranze linguistiche (in particolare la comunità russa) | 1946   | russo, altre lingue straniere |
|      | Latvijas Radio 5 – Pieci.lv     | programmi per i giovani                                                                   | 2013   | lettone                       |
|      | Latvijas Radio 6 – NABA         | programmi in collaborazione con l'Università della Lettonia                               | 2015   | lettone                       |

## Ricezione

### Digitale terrestre
La radio di LSM trasmette in AM e in FM; la televisione usa lo standard DVB-T HD.

### Streaming
LSM in streaming in lettone; LSM in streaming in inglese